# Hauszucht
Die Hauszucht war von der Antike bis in das 19. Jahrhundert ein Mittel der Strafe und Erziehung, eine Maßnahme der Züchtigung in der christlichen Familie und ein Strafrecht in der Feudalherrschaft. Sie stand unter der Prämisse, dass jede Art der Hauszucht durch physische Gewalt ausgeübt werden müsse.

## Allgemeine Einführung
Die Zucht, das Maß und die Ordnung war die Grundlage der Hauszucht. Das Wort „Zucht“ ist im engsten Sinne mit „Ziehen“, „Aufziehen“ und „Erziehen“ verwandt. Es hat einen bejahenden und umgreifenden Sinn und steht in der Gefahr in eine ablehnende Form wahrgenommen zu werden, die sich in dem Begriff „Züchtigung“ widerspiegelt. Mit der Zucht verbindet sich diesbezüglich die „Mäßigung“ so dass sie auch zusammenhängend als „Zucht und Maß“ verknüpft sind. Zucht wird auch in der Kombination von „Zucht und Ordnung“ angewandt, diese bezeichnet seit der Zeit der Reformation die geordneten Verhältnisse, die in gesellschaftlichen Einrichtungen wie Familien, Klöstern, Schulen, Gemeinden, Staat und Militär bestehen oder bestehen sollten. Nachdem die Redewendung zunächst eng mit dem Christentum verbunden war, erfolgte im 18. Jahrhundert eine Säkularisierung. Im heutigen Sprachgebrauch stehen die Begriffe für übertrieben strenge Autorität und Disziplin verwendet. Die Hauszucht hatte seine Wirkung in abgegrenzten internen Bereichen, so fand sie in der Familie, unter Soldaten, in Strafanstalten, Lehranstalten und Religionen ihr Dasein. Das Ausmaß der Hauszucht war in keiner Gesetzesform festgelegt, es handelte sich dabei nicht um geschriebene Gesetze, sondern die Hauszucht unterlag der Willkür des „Herrschenden“ oder „Ausübenden“. Das römische Militärstrafrecht – ähnelte dem der Hauszucht. Auch hier gab es keine geschriebenen Gesetze, auch hier „war nicht alles erlaubt, was nicht verboten war“.

### Züchtigung und Körperstrafe als Mittel der Hauszucht
Als Züchtigung, in Bezug auf die Hauszucht, wird eine Strafe in Form der körperlichen Gewalt verstanden. Sie soll zu Schmerzen führen und erfolgte in der Regel durch Stockschläge, Auspeitschungen oder Handgreiflichkeiten, zu denen auch die Ohrfeige zählt, sie ist immer mit Gewalt verbunden. In der Vergangenheit diente sie der Disziplinierung und Bestrafung von Sklaven, Leibeigenen, Ehefrauen, minderjährigen Kindern, Lehrlingen, im Militär, in Klöstern, Gefängnissen, Ausbildungseinrichtungen, Erziehungsheimen und anderen öffentlichen und privaten Institutionen. Das Züchtigungsrecht ist in Deutschland und Österreich abgeschafft, hierzu gehört auch das Züchtigungsrecht der Eltern gegenüber ihren Kindern. Nach der Allgemeinen Erklärung der Menschenrechte von 1948 und der UN-Antifolterkonvention von 1984 ist die „grausame, ungewöhnliche und erniedrigende Strafen“ zur Folter deklariert. Die elterliche Hauszucht und somit das Züchtigungsrecht war das letzte Recht zur körperlichen Züchtigung. Obwohl schon 1980 der Begriff „Elterliche Gewalt“ durch den Begriff „Elterliche Sorge“ ersetzt worden war, besteht in Deutschland erst seit 2000 ein Recht auf gewaltfreie Erziehung (siehe Körperstrafe).

### Züchtigung und Hauszucht in der Antike
Bei den antiken Griechen und im Römischen Reich war das Prügeln, Peitschen und Geißeln der Sklaven und Sklavinnen sehr verbreitet. Es wurde unter den besseren Ständen, in den Schulen als Hauszucht, bei den Soldaten, als Schimpf gegen Gefangene oder als Zugabe der Todesstrafen gegen Verbrecher angewandt. In der Antike war es eine übliche Ansicht, dass dem Straftäter als Strafe Schmerzen, beziehungsweise Übel, zuzufügen sei. Hierzu sah das altrömische Strafrecht- welches kein Recht nach geschriebenen Gesetzen, sondern ein Gewohnheitsrecht innerhalb der Sippe war – vor, die Straftaten mittels Hauszucht und allgemeiner Zuchtgewalt zu verfolgen. Öffentliche Strafen, wie Enthauptungen und Geldstrafen, wurden nur dann ausgeübt, wenn es sich dabei um die Verfolgung von Landesverrat oder Magistratsverletzungen handelte. In anderen antiken Gesellschaften wurde die Züchtigung ebenfalls als Strafe praktiziert, hierzu gehörten die Sumerer und Inder sowie das Kaiserreich China. Die ersten sittlichen Rechtfertigungen werden aus dem Alten Testament bezogen und im antiken Athen gehörte die Züchtigung auch zur Bestrafung und Erziehung. Im Gegensatz zu Platon, der sich für eine gewaltfreie Erziehung aussprach, riet Aristoteles, dass ein unfolgsames Kind „entehrt und geschlagen werden solle“. Bei den Spartanern folgerte man aus der Züchtigung, dass sie nicht nur zum Gehorsam führten, sondern Seele, Geist und Körper abhärten. Plutarch berichtet von grausamsten Auspeitschungen für geringste Vergehen. In der Antike fand das Sprichwort „Der Stock regiert die Welt“ schon bei den Römern Beachtung, sie stellten sich alle ihre Götter mit einem Stock oder Flagellum in der Hand, als Sinnbild der Herrschaft über die Welt, vor.

## Hauszucht im Strafvollzug
In den Gefängnissen Nordamerikas bestand keine einheitliche Regelung der Hauszucht, so wird berichtet, dass im Sing Sing folgende Hauszucht galt: „Die Sträflinge durften weder Worte, noch Winke, Blicke, Lächeln, Bewegungen, Zeichen irgend einer Art miteinander wechseln, auch mit ihren Aufsehern nur wenig und kurz reden…Die Bestrafung der Gefangenen für Übertretungen der disziplinarischen Vorschriften geschieht unmittelbar darauf durch Peitschenhiebe“. Weit weniger streng als in Singsing ist die Hauszucht in Auburn selbst und namentlich in Boston, wo der Willkür der Unteraufseher dadurch vorgebeugt wurde, dass die Strafen niemals augenblicklich vollzogen werden, sondern erst nach geschehener Anzeige beim Vorsteher und auf Befehl dessen. Bei dem pennsylvanischen System finden gar keine Leibesstrafen statt, sondern an deren Stelle Entziehung der Arbeit oder Bettstücke und Einsperrung in dunkle Zellen, welche keinen Wasserhahn haben, bei Wasser und Brot…Bei geringeren Vergehen tritt eine ein- oder mehrmalige Entziehung des Mittagessens oder auch des Spazierhofes ein.
In einem Bericht des Verwaltungsrates von Pentonville (England) aus dem Jahre 1844 wurde die Gesamtzahl der Inhaftierten mit 741 notiert, es wurde weiter berichtet: „Der Seelenzustand der Sträflinge war hinsichtlich auf dessen Unverletztheit, äußerst befriedigend. Während des ganzen Jahres 1844, ist nicht ein einziger Fall von Seelenstörung, noch irgend ein Umstand vorgekommen, der uns an der nutzbringenden Ausführbarkeit der Aufrechterhaltung der vereinzelten Hauszucht, wie sie in diesem Hause eingeführt ist, zweifeln machen könnte, obgleich bei 23 unter den aufgenommenen Sträflingen erbliche Wahnsinns-Geneigtheit gefunden wurde“.

## Disciplina domestica
Die „disciplina domestica“ war in einem Hauswesen, die ordentliche Hauszucht. Insbesondere in Livland galt sie als eine Strafe, in Form der Züchtigung, die der Bauer und der Gutsherr über seine Dienstboten verhängen durfte. Sie entstand aus den Eigen- und Grundgerichten und aus dem Eigentumsrecht der Gutsherren. Sie ging von einem zum nachfolgenden Besitzer über und wurde auch als Patrimonialgericht bezeichnet. Diese Jurisdiktion der Gutsherren über ihr Gesinde diente dazu die Mägde und Knechte zu ihren Pflichten anzuhalten und sie bei Pflichtverletzungen zu bestrafen. Sie war anfangs keine eigentliche Gerichtsbarkeit, sondern eine bloße disciplina domestica. (…) und ein Recht, welches die Gutsherren hatten, dasjenige zu tun, was ihnen ihr Eigentumsrecht erlaubte.

## Hauszucht im Baltikum
Im Baltikum hatte das Patrimonialrecht einen fest verwurzelten Besitzstand eingenommen, es wurde von den Hausherren und Arbeitgebern gegenüber ihren Bediensteten, die in ihren Diensten standen angewandt. Diese Gerichtspraktik der Hauszucht hielt sich bis tief in das 19. Jahrhundert. Davor konnten erhebliche Auswüchse festgestellt werde, die einem grausamen Strafvollzug glichen.
In Estland wurde 1804 das Strafmaß reguliert und auf maximal 30 Stockschläge bei Männern und 30 Rutenstreiche bei Frauen und Kindern festgeschrieben.
In Livland galten ab 1804 fünfzehn Stockschläge oder Rutenstreiche als Höchstmaß angemessen, dieses wurde 1849 gemildert. Aber auch eine Inhaftierung bis zu zwei Tagen bei Wasser und Brot war angemessen.
Kurland hatte seit 1817 das Strafmaß auf fünfzehn Peitschenhiebe oder fünfzehn Stockschläge festgelegt. Ein Gutsherr konnte auch 48 Stunden Hausarrest verhängen. Ein Gesindewirt unterlag nicht der Hauszucht, übte diese aber mit höchstens sechs Peitschenhieben, gegenüber seinen Bediensteten aus.

### Wider die Hauszucht
Um 1765 traten in Livland die ersten Überlegungen und Anregungen auf der Leibeigenschaft entgegenzutreten. Man sah die Leibeigenen in dem allerschlimmsten Zustand, ohne Eigentum, ohne Recht, ohne sittlichen Halt, reine Sachen, durch das Recht der Hauszucht ganz ihren Peinigern in die Hände gegeben. Man fand es unbegreiflich wie menschliche Wesen unter solchem Drucke überhaupt existieren konnten. Gleichzeitig erkannte man die Notwendigkeit und stellte fest, dass alle Stände eines Staates zur allgemeinen Wohlfahrt verpflichtet seien, das hatte zur Folge, dass jeder Stand dem anderen Stand Wohlstand und Achtung schuldete. Ein Jahr nachdem das Ascheradensche Bauerrecht (1764) gedruckt war, trat der Landtag 1765 zusammen. Die versammelte livländische Ritterschaft wurde über den erdrückenden Zustand der Bauern unterrichtet und die bisherigen Verfahren der Herren wurden auf das Schärfste verurteilt. Der Mangel an Eigentum, die Unbestimmtheit der Abgaben und Leistungen und die harte Ausübung des Rechts der Hauszucht wurden als Hauptgründe des Elends der Bauern genannt. Man verlangte auf dem Landtag – und das mit Unterstützung von Karl Friedrich Schoultz von Ascheraden -schleunigste Abhilfe. Die Ritterschaft fühlte sich zunächst angegriffen und ihrer Rechte beraubt. Erst nach einem Gutachten und der Forderung nach gesetzlichen Regelungen kamen Bestimmungen zu Stande, die dann die Grundlagen für eine spätere Verbesserung und im späteren Verlauf zu einer Abschaffung der Hauszucht wurden.
In seinem siebenunddreißigsten Brief aus Riga im Jahre 1797 ging ein unbekannter Verfasser auf die Situation der Bauern in Livland ein. Er schilderte den Willen der Monarchin (Katharina II.) über die Rechte der Bauern und knüpft daran die Frage: „Welche er eigentlich davon genieße?“, in diesem Zusammenhang schreibt er über die Bestrafung und Hauszucht gegenüber den Bauern:

„…Die kleinsten Vergehen werden mit zehn paar Ruthen geahndet, mit welchem nicht, nach der gesetzlichen Vorschrift, mit jedem Paare dreimal, sondern so lange gehauen wird, als ein Stumpf der Ruthen übrig ist, und bis Haut und Fleisch herunter fallen…Zum Unglück für den Bauer ist in der Verordnung über die Bestrafung desselben nicht bestimmt, wie die Peitsche, mit der man den Unterthan wegen kleiner Vergehen züchtigt, beschaffen seyn soll…Diese Hauszucht, auf welche sich jetzt die Gewalt der Gutsherren beschränkt, hat schreckliche Folgen. Sie ist in den Händen der Edelleute eine Art von Folter, durch welche sie alle mögliche Geständnisse von den Unglücklichen erpressen“

Und er forderte: „So lange die Hauszucht nicht aufgehoben wird, so lange sind auch alle zugestandenen Berechtigungen nichts als grausamer Spott über das blutende Elend“.

### Ostseegouvernements
In den nachfolgenden russischen Ostseegouvernements, besonders nach der Bauernbefreiung im Jahre 1861, ging das Recht der Hauszucht an die Gemeindegerichte (…) Das Rigische Recht ließ nur eine Hauszucht „ohne Blau und Blut“ zu. Half eine Züchtigung nicht, musste Klage erhoben werden, über die im summarischen Verfahren entschieden wurde. Das estländische Landrecht erwähnt die Hauszucht überhaupt nicht. In Kurland wurde die Hauszucht mittels körperlicher Züchtigung nicht mehr angewandt, stattdessen galt nur eine Züchtigung mit Worten.

## Hauszucht im Preußischen Recht
In seinen Kommentaren über die „Lehre vom Diebstahl nach Preußischen Recht“ geht der Autor Jodocus Temme, unter dem Abschnitt „Familiendiebstahl“, auf die Hauszucht ein. So heißt es dann im §.1136.:

„Wird aber die Entwendung von demjenigen gerügt, unter dessen Hauszucht der Verbrecher steht, so muss dieselbe an dem Täter, gleich jedem anderen gemeinen Diebstahle bestraft werden.“

In seinem Kommentar zum § 1136 merkte Temme, zur Thematik Hauszucht, an:

„Anmerkung 3) Wie ist die Bestimmung des § 1136 zu verstehen, dass die zur Untersuchung und Bestrafung erforderliche Rüge von demjenigen ausgehen müsse, dem die Hauszucht über den Verbrecher zusteht? – Das Wort Hauszucht hat eine zusammenhängende Bedeutung. Es bezeichnet nämlich zuvörderst ein Züchtigungsrecht überhaupt, ferner bezeichnet es aber auch, strenge genommen, einschränkend nur ein häusliches Züchtigungsrecht. Dies letzte kann nur heißen: ein auf das Hauswesen, auf das Beisammenwohnen in einer Hauswirtschaft sich beziehendes Züchtigungsrecht. Diese Bezeichnung ist lediglich dem gewöhnlichen Sprachgebrauch gemäß. Unsere Gesetzgebung gebraucht das Wort nirgends in einem anderen Sinne, und gibt nirgends zu verstehen, dass sie ihm einen anderen Sinn wolle untergelegt haben.“

## Christliche Erziehung und Hauszucht
Nach christlichem Verständnis, insbesondere nach der Reformation, hatte sich überwiegend in der evangelisch-lutherischen Erziehungsphilosophie die Praxis der Hauszucht manifestiert. Für die Zucht innerhalb der Familie war demnach der Hausvater gegen die Kinder und Bediensteten zuständig, wenn eine Verletzung der Hausordnung vorlag. In der Nachfolge des Hausvaters stand die Hausmutter, sie übertrug die väterliche Gewalt an den Vormund. Im Falle, dass die Hausmutter verstarb, ging die Hausgewalt an den ältesten selbständigen Sohn über. Sollte auch dieser nicht präsent sein, so sorgten staatliche Einrichtungen oder Familienverbände für die Rechtsnachfolge. In einem christlichen Gefüge unterlag das Gesinde der Hauszucht nach einer Gesindeordnung.

### Das Recht zur Hauszucht
Nach allgemeiner christlicher Überzeugung begründete sich die praktizierte Hauszucht „Auf Gottes Befehl“, denn der Herr habe allen Hausvätern befohlen: „Züchtige Deinen Sohn, so wird er dich ergötzen und wird deiner Seele sanft tun.“ (Buch der Sprichwörter Spr 29,17 ). Die eigentliche Hauszucht war in einer Hausordnung festgelegt und beinhaltete „die Zeit des Betens und Arbeitens, des Essens und Trinkens, des Schlafens und Wachens und, dass alle Übertretungen der heiligen zehn Gebote mit Strafe bedroht sind“. Straftaten, die über das Maß der Hausordnung reichen, oblagen nicht dem Hausvater, sondern waren Aufgabe des Staates und der Kirche. Die Ausübung der Zucht verlangte vom Strafberechtigten, dass er „ohne Nachsicht und Ansehen der Person, sowie ohne Rücksicht auf das Alter des Straffälligen zu geschehen habe“, denn das Gesetz Gottes würde vorschreiben: „Wer seine Rute schonet, der hasset seinen Sohn; wer ihn aber lieb hat, der züchtige ihn bald“ (Buch der Sprichwörter Spr 13,24 ). Zur Art und Weise der Hauszucht werden als weiter biblische Grundlagen folgende Stellen der Bibel zitiert:
- „Ein Knecht lässt sich mit Worten nicht züchtigen; denn ob er es gleich versteht, nimmt er es doch nicht an.“ (Buch der Sprichwörter Spr 29,19 EU[34].)
- „Wenn ein Knecht von Jugend auf zärtlich gehalten wird, so will er danach ein Junker sein.“ (Buch der Sprichwörter Spr 29,21 EU[35].)
- „Lass nicht ab, den Knaben zu züchtigen; denn wo du ihn mit der Rute haust, so darf man ihn nicht töten.“ (Buch der Sprichwörter Spr 23,13 EU[36].)
- „Du hauest ihn mit der Rute; aber du errettest seine Seele von der Hölle.“ (Buch der Sprichwörter Spr 23,14 EU[37].)

### Gerechtigkeit und Einsicht
Bevor eine hauszuchtmäßige Strafe vollzogen werden konnte, wurde dem Hausvater eine gründliche Untersuchung empfohlen, ihm wurde Sorgfalt und ein kluges Verfahren angeraten. Im Falle, das Beweise fehlten oder eine Exhortatio nicht wirkte, aber auch ein Eingeständnis nicht erlangt wurde, wurde von einer Hauszucht abgeraten. Denn, so wurde es begründet: „Ihr Väter reizet euer Kinder nicht zum Zorn und erbittert eure Kinder nicht, auf dass sie nicht scheu werden.“ (Brief des Paulus an die Epheser Eph 6,4  und Brief an die Kolosser Kol 3,21 ).
Bei der Ausübung der Hauszucht wurde dem christlichen Hausvater ein hohes Maß an Verantwortung übertragen. Er musste auch von einer göttlichen Gerechtigkeit gelenkt sein und durfte nicht über das Ziel hinausgehen. Eine gute Hauszucht sollte den Täter auch vor der Zucht des Staates und der Kirche bewahren. Darüber hinaus wurde zur „Verteidigung des wahren Christentums“ erwartet, dass ohne Hauszucht keine Schulzucht nütze, denn: „Ohne Hauszucht hilft Schulzucht nichts: Oder die böse Hauszucht verderbet die gute Schulzucht“.

### Einflüsse auf die Familie
Aus der Sicht des politischen Blickfelds sieht Aristoteles die Herrschaft des „Ältesten“ innerhalb einer Gruppe oder Familienverbunds mit dem eines Monarchen nebeneinander. Die biologische Einheit Familie stehe demnach unter der Führung des Familienältesten, sie komme ebenso gegen alle Mitglieder der Gruppe, Frauen, Kinder und Sklaven zur Anwendung. Der Älteste bediene sich der Hauszucht, in ihr seien die Instrumente Vorbild, Belohnung und als wichtigstes Element die Strafe enthalten (vergleiche: Aristoteles Politik I. 1, 7).
Zu Zeiten der Reformation entwickelte sich die Überzeugung, dass sich die Familie einer sittlich-moralischen Reform unterwerfen müsse, hierzu gehörte, dass die religiöse Hauszucht vorangetrieben werden sollte. Diese Neuordnung wirkte sich auf das Sozialgefüge innerhalb der Familie aus: „Haus und Familie rückten auf die Art ins Zentrum des religiösen Lebens, und dabei fiel dem Hausvater die entscheidende Verantwortung zu“. Unter dem reformatorischen Aspekt lag der Hauptzweck der Ehe in der Zeugung und Aufzucht von Kindern. Die religiöse Sichtweise wertete die Stellung des Hausvaters als besonders bedeutsam, die patriarchale Arbeitsteilung zwischen Ehemann und Ehefrau hielt der Reformator Heinrich Bullinger in seiner 1547 erschienenen Schrift Der Christlich Eestand wie folgt fest:

„Waz ussethalb dem huss zehandeln ist / als hin und här reisen / gwün und gwärb fertigen / kauffen und verkauffen / und der glychen eehaffte stuck / ist des manns arbeit. Der sol glych wie ein empsiger vogel hin und här fliegen / die narung und notturfft samlen und flyssig zuo näst tragen. Und alles was also in daz huss gebracht wirt / sol das wyb samlen / ordnen / nüt zuo verlieren gon lassen / und alles was in huss zethon ist flyssig und fruotig ussrichten.“

Diese Rollenverteilung – „Mann sichert Existenz der Familie, Frau kümmert sich um Haushalt und Kinder“ – blieb bis zur Einführung des partnerschaftlichen Eherechts im Jahre 1988 im Prinzip unverändert.
Friedrich Schleiermacher verstand, im traditionellen Sinn, unter dem Begriff Familie das „ganze Haus“, zu dem nicht nur die Eltern, sondern auch Herrschaft und Gesinde gehörten. In seinen Betrachtungen kommt der Erziehung der Kinder eine spezifische Rolle zu, und da die Kinder noch keine vollwertigen Gemeindeglieder seien, fielen sie in die besondere Obhut der christlichen Eltern. Unter „Hauszucht“ fällt demnach das spezifische Eltern-Kind-Verhältnis unter dem Aspekt des besonderen Status des Kindes in Bezug auf seine Beziehung zur christlichen Gemeinschaft.

## Historische Literatur
- Rudolf Brettschneider: Hauszucht. In: Leo Schidrowitz (Hrsg.): Sittengeschichte der Strafe (= Sittengeschichte der Kulturwelt und ihrer Entwicklung in Einzeldarstellungen. Band 7), Teil 2. Verlag für Kulturforschung, Wien/Leipzig, S. 179–226.